# Tergend of roekeloos geding
Onder tergend en roekeloos geding (een begrip uit het Belgisch recht) verstaat men in het algemeen dagelijks juridisch spraakgebruik het tergend of roekeloos geding of de tergende of roekeloze vordering. De term is niet te verwarren met de roekeloze en tergende vordering uit het sociaalzekerheidsrecht. 

## Definitie
Een vordering is tergend of roekeloos wanneer zij werd ingesteld met lichtzinnigheid of wanneer de eiser de vordering instelt met de bedoeling om te schaden of om het proces nodeloos te rekken. Een tergende of roekeloze eis wordt niet zelden ingesteld door een ruziezoeker. De woorden "tergend of roekeloos geding" werden voor het eerst gebruikt in de wet van 15 maart 1932. 
Er kan bijvoorbeeld sprake zijn van een tergende of roekeloze vordering:
- wanneer men een kennelijk overdreven schadevergoeding eist;
- wanneer men een kennelijk overdreven eis instelt om aan de betaling van een schuld te ontsnappen;
- wanneer men een actio popularis instelt;
- wanneer men zich schuldig maakt aan bedrog of simulatie (dat wil zeggen simulatie van een kwaal om een vergoeding te bekomen);
- wanneer men een proces begint zonder over enig bewijs te beschikken;
- wanneer men de betaling van een onbestaande schuld eist;
- wanneer men een proces begint over een geschil waarover een rechtbank reeds een uitspraak heeft gedaan;
- wanneer men een proces begint over een geschil waarover reeds een dading werd aangegaan of waarover een akkoordvonnis werd uitgesproken ;
- wanneer het geschil reeds werd beëindigd door een gedingbeslissende eed;
- wanneer men een duidelijke wettekst of een duidelijk contractueel beding negeert;
- enz.

Als de rechtszaak wordt ingesteld om een kritische partij te intimideren en het zwijgen op leggen, dan spreekt men ook over een 'strategische rechtszaak tegen publieke participatie' (SLAPP).

## Gevolgen
De tergende of roekeloze eiser kan (wanneer de tegenpartij dit vordert) veroordeeld worden tot het betalen van een schadevergoeding aan de andere partij. Deze schadevergoeding zal alle kosten moeten dekken die de andere partij voor het proces heeft moeten maken. Zo bijvoorbeeld de reiskosten van deze partij. Voor de inwerkingtreding van de Wet Verhaalbaarheid Honoraria was ook het ereloon van de advocaat van de tegenpartij een schadepost. Nu dekt de rechtsplegingsvergoeding echter dit honorarium van deze advocaat. Dit honorarium kan niet meer gerecupereerd worden van de roekeloze eiser via de schadevergoeding wegens tergend of roekeloos geding. Thans zal de schadevergoeding wegens tergend of roekeloos geding hoofdzakelijk bestaan uit een morele schadevergoeding.
In artikel 780bis van het (Belgische) Gerechtelijk Wetboek wordt aan de rechter ook de mogelijkheid gegeven om (zelfs als niemand dit vraagt) een geldboete van 15 euro tot 2.500 euro op te leggen aan de partij die de rechtspleging aanwendt voor kennelijk vertragende of onrechtmatige doeleinden.